# Barbara Ployer
Répertoire
- Concerto pour piano no 14 (KV. 449)
- Concerto pour piano no 17 (KV. 453)

Maria Anna Barbara Ployer, également connue sous le diminutif de Babette, (née le 2 septembre 1765 à Sarmingstein (de), en Haute-Autriche - décédée avant avril 1811 à Križevci en Croatie) est une pianiste autrichienne, élève favorite pour le piano et la composition de Wolfgang Amadeus Mozart.

## Biographie
Barbara Ployer était la fille de Franz Kajetan Ployer, commerçant et collecteur d'impôts. À la mort de sa mère en 1779, la jeune Barbara est allée à Vienne pour vivre avec son oncle, le Conseiller de la Cour Gottfried Ignaz von Ployer, qui était le représentant du prince-archevêque de Salzbourg auprès de la cour impériale, ce qui a favorisé le contact de Barbara avec Mozart, qui lui a donné non seulement des leçons de piano, mais aussi de contrepoint et d'harmonie. On possède aujourd'hui un cahier d'étude de Barbara Ployer, daté de 1784, sur lequel un propriétaire postérieur a mis le titre de Mozarts Unterricht in der Komposition (Leçons de composition de Mozart) et qui contient une série d'exercices d'harmonie à quatre parties, qui vont de simples exemples pour le clavier jusqu'à des mouvements complets pour quatuor à cordes, avec quelques études de contrepoint.
Mozart a écrit pour Barbara Ployer ses concertos pour piano no 14 (KV. 449) et no 17 (KV. 453), qu'elle a créés elle-même, ou au moins interprétés publiquement, en 1784, année de leur composition. Sur la base d'un manuscrit de la partition qui contient des ornements développés autographes de Ployer dans le mouvement central, le musicologue Robert D. Levin soutient qu'également le concerto no 23 (KV. 488) a été écrit par Mozart pour son élève et a été interprété par elle,.
Barbara Ployer, selon le musicologue Dexter Edge, a pu être également l'interprète pour la création du dernier concerto pour piano de Mozart, le no 27 (KV. 595), qui selon cette version aurait eu lieu dans un concert public dans le palais d'Auersperg en janvier 1791, bien que l'opinion générale est que la création a été faite par Mozart lui-même deux mois plus tard, mais sans preuves à l'appui. 
Barbara Ployer s'est mariée avec Cornelius Bujánovics von Agg-Telek (1770-1844) et est allée vivre à Kreutz, l'actuelle ville de Križevci, en Croatie, où son mari avait ses biens. Elle est morte à Križevci, en Croatie, à une date inconnue avant avril 1811.
La qualité et la difficulté des deux concertos que Mozart a écrit pour Barbara Ployer suggèrent qu'elle était une interprète très douée à la fois techniquement et musicalement. On ne conserve aucun portrait d'elle, mais une caricature ou croquis que Mozart lui-même a griffonné en  marge d'une partition, la montre sous un jour peu favorable, avec un front très grand sous une coiffure élevée, un nez crochu et un menton proéminent.